# Bitoutouck (Ngwei)
Pour les articles homonymes, voir Bitoutouck.
Bitoutouck est un village de la Région du Littoral du Cameroun, situé dans la commune de Ngwei. 

## Population et développement
En 1967, la population de Bitoutouck était de 159 habitants, essentiellement des Yabi du peuple Bassa. La population était de 400 habitants dont 214 hommes et 186 femmes, lors du recensement de 2005.  